# Ошвінцев Михайло Костянтинович
Михайло Костянтинович Ошвінцев (жовтень 1889, селище Бісертського заводу Пермського повіту Пермської губернії, тепер смт Бісерть Свердловської області, Російська Федерація —  1939, виправно-трудовий табір, Російська Федерація) — радянський діяч, голова виконавчого комітету Уральської обласної ради, голова Свердловської міської ради. Кандидат у члени ЦК ВКП(б) у 1927—1934 роках. Член Комісії радянського контролю при РНК СРСР у 1934—1937 роках. 

## Біографія
Народився в родині робітника. У ранньому дитинстві втратив батька, який загинув від нещасного випадку на виробництві, незабаром мати вдруге вийшла заміж і покинула Бісерть, залишивши свого сина на піклування діда — Петра Кузьмича Ошвінцева.
Закінчив трикласну початкову школу в селищі Бісертського заводу. З 1903 по 1917 рік — робітник, майстер доменної печі Бісертського чавуноплавильного і залізоробного заводу, член ревізійної комісії народного дому Бісертського заводу Пермської губернії.
Учасник Першої російської революції 1905—1907 років. Член РСДРП з 1907 року.
Член РСДРП(б) з березня 1917 року.
З березня по вересень 1917 року — голова Бісертського партійного осередку РСДРП(б), член і заступник голови виконавчого комітету Бісертської волосної ради Пермської губернії.
У вересні 1917 — серпні 1918 року — член окружної ділової ради «Лисьвенського гірничого округу наслідників графа Шувалова» в селі Велика Лисьва Пермської губернії.
З серпня 1918 року — військовий комісар 24-го особливого полку 3-ї армії РСЧА. 14 жовтня — 18 грудня 1918 року — член Революційної військової ради 10-ї армії Південного фронту РСЧА. Був важко поранений і після багатомісячного лікування в госпіталі у квітні 1919 року демобілізований з Червоної армії.
У квітні — серпні 1919 року — завідувач відділу військових заготівель Вятської Ради народного господарства.
У серпні 1919 — липні 1920 року — член правління Лисьвенського гірничого округу.
У липні 1920 — серпні 1921 року — голова Тюменської губернської Ради народного господарства та представник Надзвичайного уповноваженого Ради оборони із постачання Червоної армії та флоту на Уралі.
У серпні 1921 — 1924 року — голова Богословського гірничо-заводського тресту в селищі Надєждинського заводу Верхотурського повіту Пермської губернії.
У 1924—1927 роках — заступник голови Уральської обласної Ради народного господарства. У 1926 році перебував три місяці в службовому відрядженні в місті Харбіні (Маньчжурія, Китай).
У 1927 — січні 1929 року — голова правління Державного Уральського гірничо-металургійного тресту «Уралмет», член Вищої ради народного господарства (ВРНГ) РРФСР.
У січні — квітні 1929 року — голова Свердловської міської ради.
У квітні 1929 — листопаді 1933 року — голова виконавчого комітету Уральської обласної ради в місті Свердловську.
У березні 1934 — травні 1937 року — керівник групи лісопаперової промисловості Комісії радянського контролю при РНК СРСР. У травні — червні 1937 року — член Бюро, керівник групи будівництва і будівельних матеріалів Комісії радянського контролю при РНК СРСР.
21 червня 1937 року заарештований органами НКВС у місті Свердловську. Засуджений Воєнною колегією Верховного суду СРСР 21 липня 1937 року до десяти років позбавлення волі у виправно-трудових таборах.
Помер у виправно-трудовому таборі в 1939 (за іншими даними — в 1941) році.
18 серпня 1956 року посмертно реабілітований.